# 이호1동항
이호1동항은 제주특별자치도 제주시 이호동에 위치한 어항이다. 2006년 3월 13일 어촌정주어항으로 지정되었다. 관리청은 제주시, 시설관리자는 제주시장이다.

## 어항 연혁
이호동은 제주시 중심에서 서쪽으로 6 km 어간의 바닷가에 자리잡고 있으며 행정구역상 이호 1동, 2동으로 나뉘는데 1동은 "동마을", "서마을", "중앙마을", "현사마을", 2동은 "대동마을", "오도마을"등 6개의 자연부락으로 형성되어 있다.
속칭 "백계(흰모래가 많은 표구동네)라고도 불리는 본동의 설촌연대는 정확히 알 수 없으나 270여년전(1728년쯤) 이호동 438번지에 성씨 미상의 사람이 살았는데 천재지변으로 하룻밤 사이에 모래가 뒤덮여 버려 마을이 없어졌다가 그 후 박씨가 이호동 540번지에, 홍씨가 507번지에 정착하면서 마을이 형성되었다는 설이 있다.

## 어항 구역
- 수역:[1]

## 어항 시설
현재까지 방파제 221m, 물양장 213m가 축조되어 있다.